# Francesco Bruno (botanico)
Francesco Bruno (Alimena, 25 marzo 1897 – Palermo, 24 marzo 1986) è stato un botanico italiano.

## Biografia
Terminati gli studi universitari presso la Università di Palermo, dove è stato allievo di Luigi Montemartini, dal 1939 al 1968 è stato titolare della cattedra di Botanica e Direttore dell'Orto botanico di Palermo. Dal 1940 al 1951 ha diretto l'Osservatorio Malattie delle Piante dell'Assessorato Agricoltura e Foreste della Sicilia.
È stato inoltre promotore e fondatore della Facoltà di Agraria di Palermo.